# Suguru ”Hashi” Hashimoto
Suguru Hashimoto (født 16. juni 1982) er en japansk fodboldspiller, der spiller for Osotspa Saraburi.
Den japanske midtbanespiller imponerede så meget under en 14 dages prøvetræning, at Vejle Boldklub i januar 2007 valgte at skrive kontrakt med Hashimoto, der blot kaldes "Hashi”.
Japaneren er en lille, væver tekniker med gode offensive kvaliteter. Hans primære kompetencer er hans pasningsfærdigheder, hans evne til at spille i små rum og hans blik for medspillerne. 
”Hashi” spillede i sæsonen 2005/2006 28 kampe for klubben Albirex Singapore i Singapore og scorede 5 mål.